# 五月革命

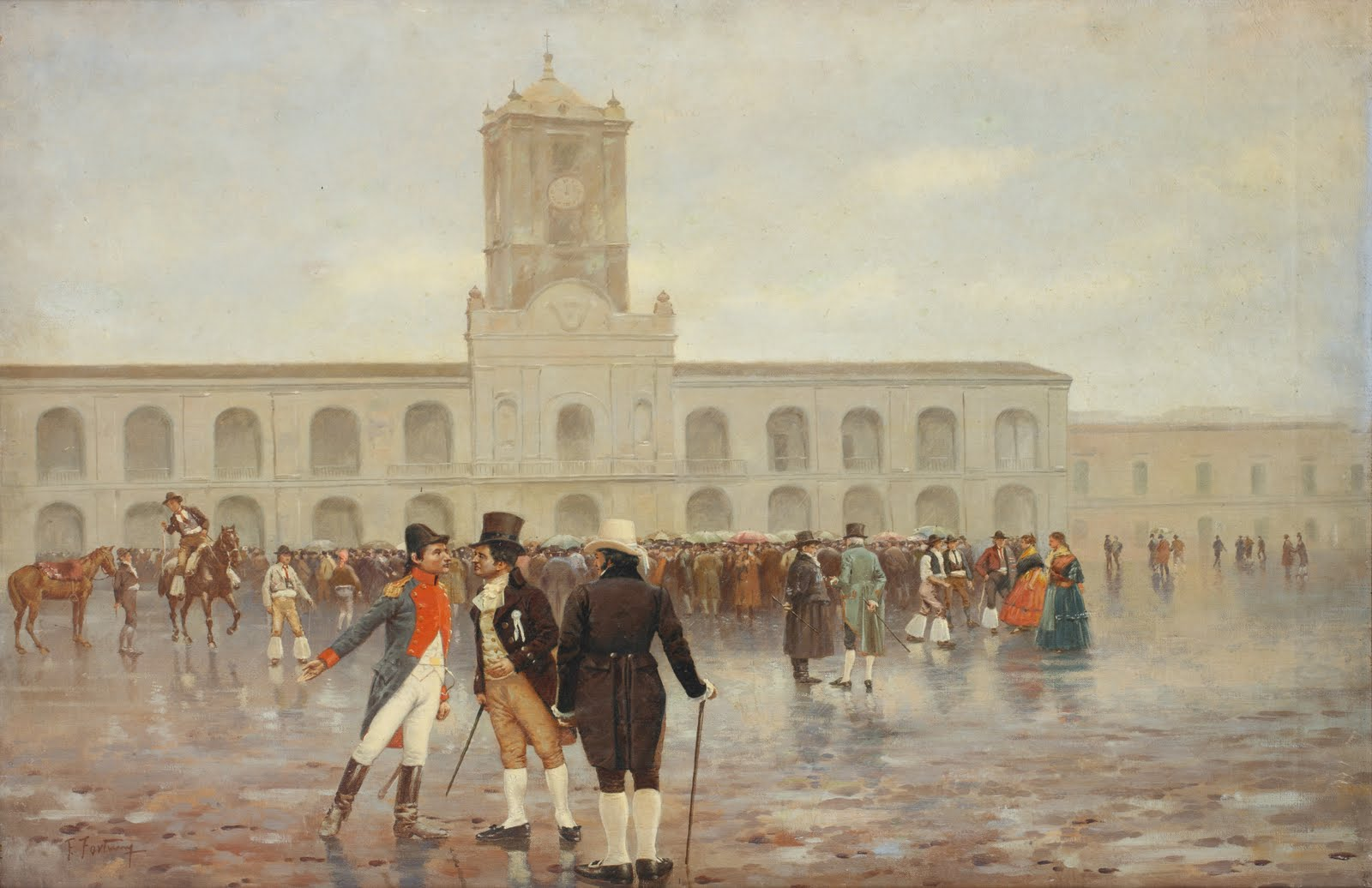
描绘革命的油画

五月革命（西班牙語：Revolución de Mayo）是一系列发生在西班牙帝国拉普拉塔总督区首府布宜诺斯艾利斯的革命事件，这起事件从1810年5月18日官方确认最高中央委员会的垮台，到5月25日推翻總督巴尔塔萨·伊达尔戈·德·西斯内罗斯并建立第一委员会，长达一周时间被称为“五月周”。
1810年拿破崙進攻西班牙，推翻了西班牙国王斐迪南七世，任命自己的兄长约瑟夫为西班牙国王，西班牙在南美洲的殖民地拉普拉塔总督辖区（包括现在的阿根廷、玻利维亚、巴拉圭和乌拉圭）丧失了宗主国的支持。当年5月13日，一批英国军队登陆蒙得维的亚。5月25日，政务会在布宜诺斯艾利斯成立，推翻了拉普拉塔总督統治。
1816年7月9日，图库曼议会宣布拉普拉塔联合省正式独立。现在5月25日是阿根廷的全国性节日。

## 原因

### 外部因素
在1776年发生的美国独立，这成为克里奥尔人效仿的對象，他们认为西班牙美洲可能实现革命以及独立。 《美国宪法》宣告法律面前人人平等（尽管当时这一宣言并未涉及奴隶），捍卫財產權和自由權，并建立了共和制的政府体制。
从18世纪末开始，1789年法国大革命的理念开始蔓延。《人权和公民权宣言》的原则，在克里奥尔人资产阶级的年轻人中引起了很大反响。法国大革命还激发了自由思想在欧洲的发展，从而促进了政治和经济自由。当时的一些有影响力的政治自由主义者反对君主制和专制主义，如伏爾泰，让-雅克·卢梭，孟德斯鸠等。
尽管这些思想在西班牙美洲中的传播受到很大限制，但是这些思想还是通过各种方式传播。
自由主义的思想甚至到达了神职人员的范围，弗朗西斯科·苏亚雷斯（1548-1617）认为政治权力不是从上帝直接传递给统治者，而是通过人民传递给统治者。根据苏亚雷斯的说法，这将是拥有权力并将其委托给管理国家的人的人，如果这些统治者没有适当地行使他们作为共同利益管理者的职能，他们就会成为暴君，而人民有权推翻或反抗他们，并建立新的统治者。
与此同时，大不列颠还处在第一次工业革命中，于是为了满足本国人口的需求，他们需要新的市场来向其出售煤、钢和纺织品。英国的野心是，西班牙殖民地在美洲的贸易将不再被其大都市垄断。为次，他们试图通过1806年和1807年的两次入侵行动征服拉普拉塔河。
在欧洲还处于拿破仑战争时期，也就是拿破仑帝国和英国、西班牙和其他国家之间的战争。法国在初期取得巨大的优势，通过巴约讷会晤迫使西班牙君主卡洛斯四世和他的孩子费尔南多七世的退位。王位被法国皇帝拿破仑·波拿巴的兄弟，何塞·波拿巴代替。西班牙君王制试图通过组建西班牙和印度群岛最高委员会或最高中央委员会和西班牙和印度群岛摄政委员会等方式来抵抗。

### 内部因素

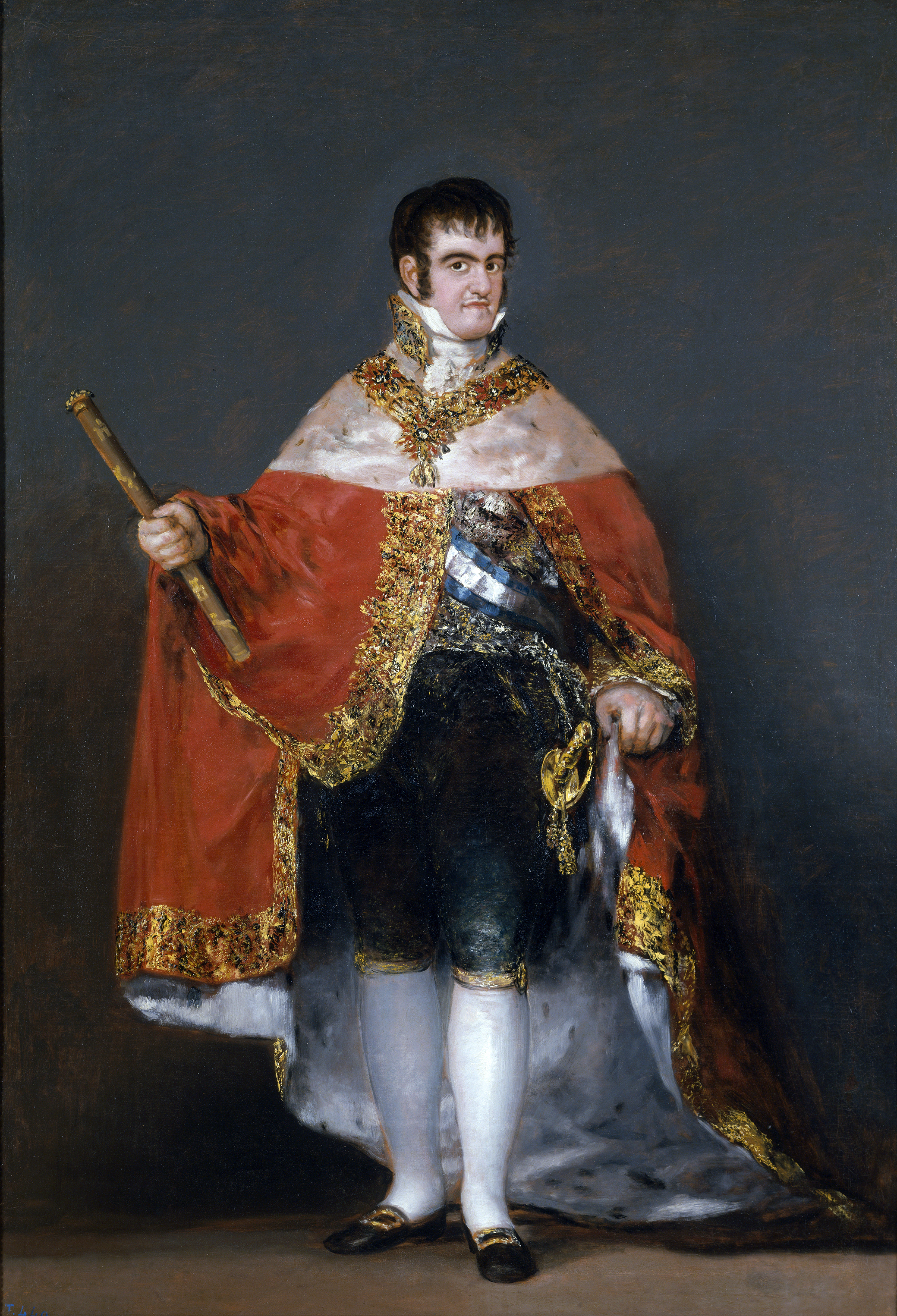
西班牙君主费尔南多七世，由弗朗西斯科·戈雅于1815所绘

在整个18世纪，波旁王朝对西班牙帝国进行的改革，改变了哈布斯堡王朝自1700年11月16日开始的制度，他们将那个时代的西班牙美洲从相对自治的“王国”转变为殖民地，完全依赖于西班牙为其利益做出的决定。在主要的改革中，就有从秘鲁总督区的广大领土建立拉普拉塔总督区，定都布宜诺斯艾利斯。
拉普拉塔总督区的对外贸易是由西班牙所垄断，并且在法律上不允许与其他大国贸易。这种情况对布宜诺斯艾利斯来说是非常不利的，因为西班牙君主最大限度地减少了向该城市派遣船只。鉴于从大都市运来的产品稀缺、昂贵且不足以养活人口，走私业得到了很大的发展，受到当地大多数统治者的容忍。在此背景下，形成了两个不同的权力集团：
1. 要求自由贸易，以从任何国家直接进口，而不必购买西班牙三角贸易中的商品。在这个集团中，可以分为一群与英国商人有联系的强大的克里奥尔或西班牙走私者，他们提倡对当地制造业的无效保护。另外还有一群想要打破西班牙垄断，因为不希望本地制造业和生产业缺乏保护。
2. 西班牙王室授权的垄断商人，他们拒绝自由贸易，主张继续垄断，因为他们的利润就会伴随着商品的进口而减少。

在政治组织中，特别是自拉普拉塔总督区成立以来，驻地机构的行使权落在了由王室任命的官员身上，而这些人几乎都是来自大都市的西班牙人，与美洲人民毫无关系。法理上，半岛上的西班牙人和总督区的西班牙人在社会阶级上毫无差别，但事实上，最重要的职位落到了前者身上。克里奥尔人资产阶级在贸易振兴和新思想的影响下得到加强，等待获得政治领导的机会。
出生在殖民地的居民与欧洲西班牙居民之间的竞争，引发了自治的支持者与想要维持现况的人之间的斗争。支持自治的人称自己为爱国者、美洲人、南美洲人或克里奥尔人，而西班牙皇室的支持者则称自己为保皇派。保皇党人轻蔑地指出爱国者是叛乱分子、革命分子、异端、放荡者或无耻之徒等。而保皇党则反过来被爱国者贬低为撒拉森人、哥特人、加利西亚人等。

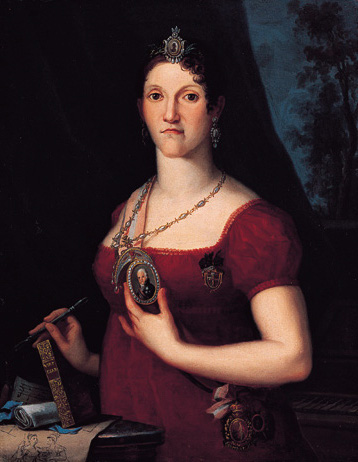
卡洛塔·若阿金娜的加冕礼曾一度被认为是革命的替代品。

布宜诺斯艾利斯在英国入侵期间两次驱逐英军后，在总督区的其他城市中获得了极大的认可。对抗英国军队的胜利鼓舞了独立精神，因为他们在没有西班牙帮助的情况下成功地保护了自己免受外部攻击。在这场冲突中，形成了后来具有重要政治影响力的克里奥尔民兵，最重要的是科尔内利奥·萨维德拉领导的帕特里西奥团。
在革命前还有一个替代选择，那就是卡洛塔主义，即支持费尔南多七世国王的妹妹王储卡洛塔·若阿金娜，她也是葡萄牙摄政王若昂六世的妻子。这一尝试并没有得到半岛西班牙人的支持，而是得到了一些革命派核心人士的支持，因为他们从中看到了脱离西班牙，独立的可能性。其中胡安·何塞·卡斯特利、胡安·何塞·帕索、安东尼奥·路易斯·贝鲁蒂、伊波利托·维特斯、曼努埃尔·贝尔格拉诺，但马里亚诺·莫雷诺和科尔内利奥·萨维德拉对此不同意。然而，公主本人拒绝了这种支持，并向总督举发了他们寄给她的支持信中包含的革命动机。于是卡洛塔主义就被抛弃。即使在革命之后，也有一些人建议将加冕公主作为一种拖延策略，但这完全违背了已经发生的事件。一封发给何塞·曼努埃尔·德戈耶内切信写到：
En estas circunstancias creo de mi deber rogarte y encargarte que emplees todos tus esfuerzos en llegar cuanto antes a Buenos Aires; y acabes de una vez con aquellos pérfidos revolucionarios, con las mismas ejecuciones que practicaste en la ciudad de La Paz.
在这种情况下，我相信我有责任恳求您并命令您尽一切努力尽快到达布宜诺斯艾利斯；将那些背信弃义的革命者了结，如同在拉巴斯市一样执行。

### 潜在的思想潮流

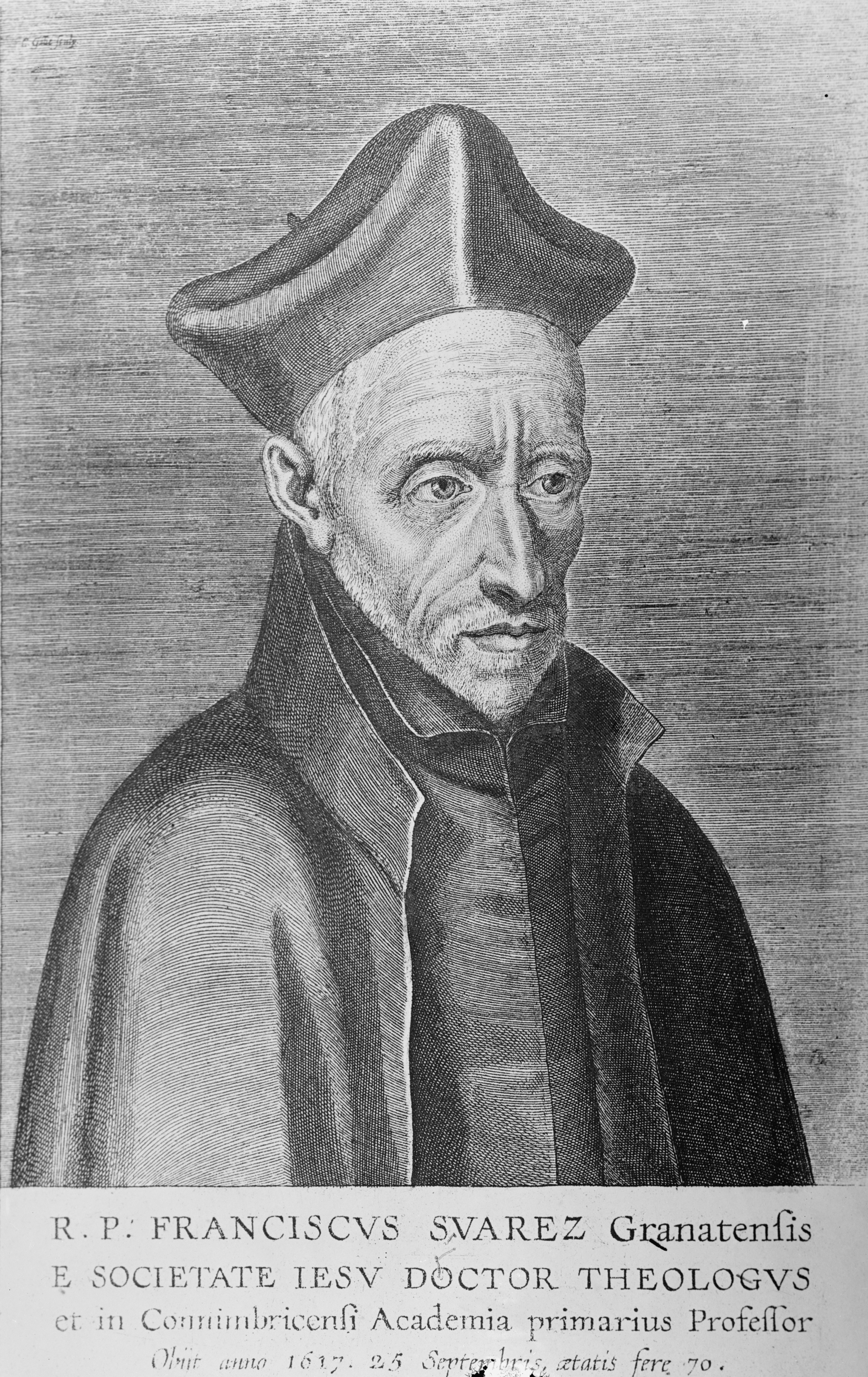
萨拉曼卡学派的耶稣会神父弗朗西斯科·苏亚雷斯

从18世纪中叶开始，两种不同的思想潮流影响了哲学世界观并对政治行动产生影响。这些立场在1810年初的过程中继续存在，并在独立中达到高潮。
第一条思想潮流是来自基督教，这个思想有两个主要的学派。其中最根深蒂固的是耶稣会神父弗朗西斯科·苏亚雷斯所支持的萨拉曼卡学派，宣称“权力是上帝赐给的人民，而不是国王。”，这种思想是丘基萨卡的圣方济·沙勿略牧师皇家大学的教授传播，其中许多学生是后来推动五月革命的爱国者。另一个学派受到美国革命的启发，尽管有其他起源，创造了短语“In God We Trust”（我们信仰上帝）作为其国家座右铭。
第二条思想潮流来自于伏尔泰和法国大革命所支持的理性主义、世俗主义和启蒙运动。
到19世纪初，在拉普拉塔总督区，两种思潮都通过各种实现解放的爱国者得到体现。如科尼利厄斯·萨维德拉军官，卡亞塔諾·罗德里格斯修士、弗朗西斯科·德保拉·卡斯塔内达修士、佩德罗·伊格纳西奥·德·卡斯特罗·巴罗斯监督、曼努埃尔·贝尔格拉诺学师、埃斯特班·奥古斯丁·加斯科、格雷戈里奥·加西亚德·塔格勒等许多人都是天主教思想和教会的拥护者，而马里亚诺·莫雷诺、胡安·何塞·卡斯特利和后来的贝纳迪诺·里瓦达维亚领导的反天主教团体。

## 背景

### 利尼尔斯总督

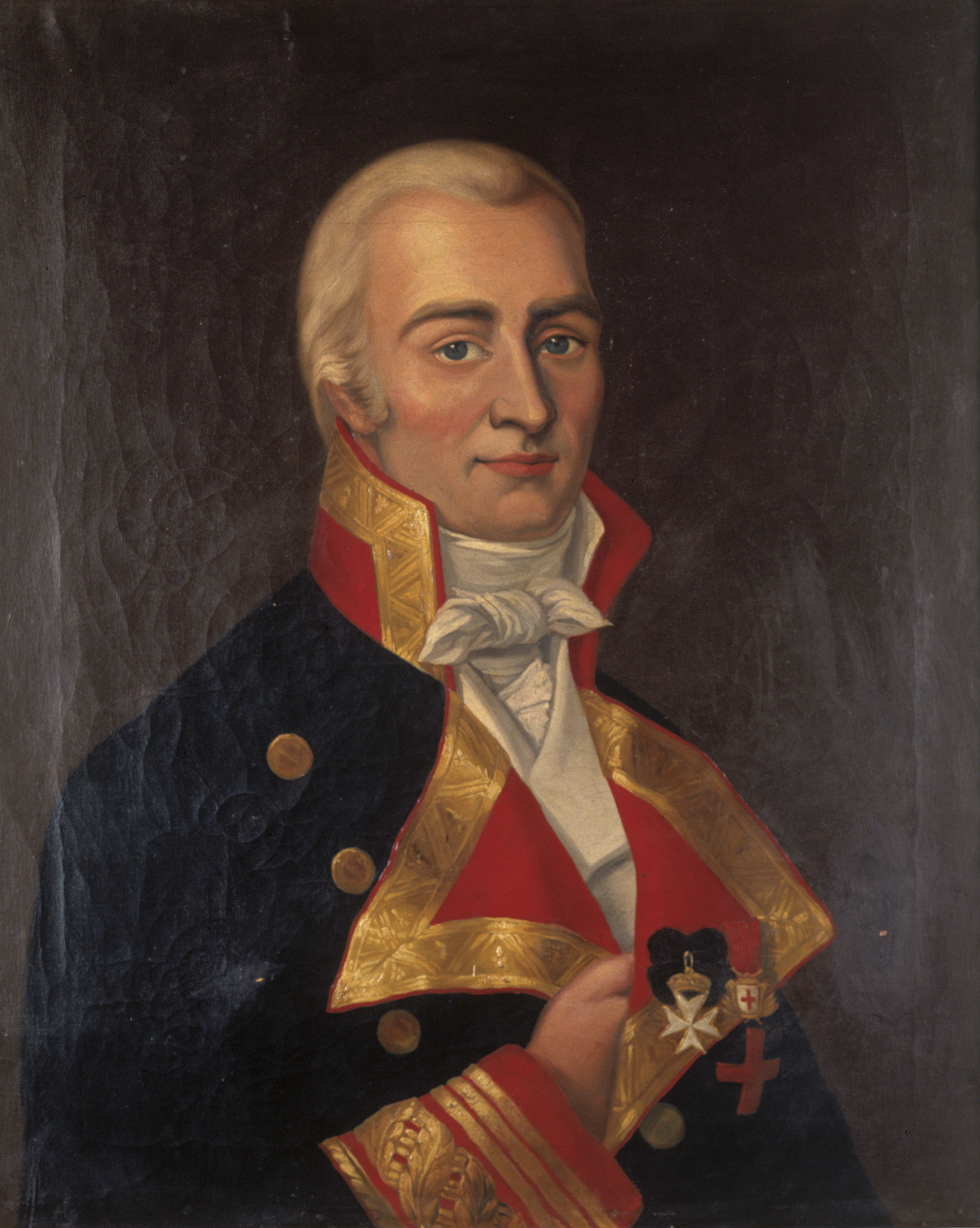
圣地亚哥·德·利尼尔斯肖像（馬德里海軍博物館）

在英国入侵拉普拉塔总督区取得胜利并驱逐英国人后，布宜诺斯艾利斯的居民并不认可拉斐尔·德·索布雷蒙特重新担任總督，因为他在袭击时带着公共财政弃城逃亡到科尔多瓦。尽管索布雷蒙特是遵守了佩德罗·德·塞瓦洛斯时期的一项法律，该法律表明在发生外部袭击时应保护皇家资金，但他的这种行为在公众眼中显得像个懦夫。相反，新的总督圣地亚哥·德·利尼尔斯，作为夺回领土的英雄，受到热烈的欢迎。
但利尼尔斯的管理开始受到质疑。利尼尔斯的主要政治对手是蒙得维的亚首长弗朗西斯科·哈维尔·德·埃利奥，他因为利尼尔斯的法国血统而质疑他，他认为让与西班牙交战的拿破仑·波拿巴的同胞担任该职位是不可接受的。然而，他无法提供具体证据证明总督与法国之间的密谋。埃利奥拒绝承认利尼尔斯的权威，并组建了独立于布宜诺斯艾利斯的蒙得维的亚委员会。
当时，不同领域对拉普拉塔总督府的未来有着不同的看法。类似的情况也发生在一个世纪前的西班牙王位继承战争，在奧地利家族与波旁家族之间的斗争，十五年来，西班牙海外领地不知道该承认谁为合法国王。最后以费利佩五世登上西班牙王位而结束。在1810年，许多人，尤其是西班牙人，认为组建一个军政府并等待西班牙恢复正常就足够了。

### 阿尔萨加暴动
布宜诺斯艾利斯的西班牙市长和商人马丁·德·阿尔萨加和追随者掀起了一场暴动，目的是废黜总督利尼尔斯。1809年1月1日的公开参事会中要求利尼尔斯辞职并以费迪南德七世的名义任命了一个委员会，以阿尔萨加担任主席。西班牙民兵和被市政厅钟声召集的一群人支持叛乱。
由科尔内利奥·萨维德拉领导的克里奥尔民兵包围了广场，使叛乱分子散去。结果，军事力量落在支持利尼尔的克里奥尔人手中，使得克里奥尔人和半岛西班牙人之间的竞争愈演愈烈。阴谋负责人被流放到卡门-德巴塔哥内斯，后被埃利奥救出并带回蒙得维的亚。

### 任命西斯内罗斯总督

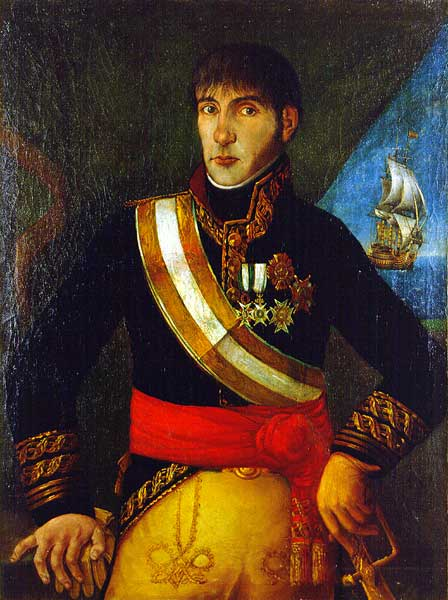
巴尔塔萨·伊达尔戈·德·西斯内罗斯，布宜诺斯艾利斯最后的總督（马德里海军博物馆）

在西班牙，最高中央委员会决定结束拉普拉塔总督辖区的紧张情况，下令由1809年6月抵达蒙得维的亚的唐巴尔塔萨·伊达尔戈·德·西斯内罗斯接替利尼尔斯。最高中央委员会向新总督发出了非常明确的指示，逮捕利尼尔斯支持者和秘密争取独立的克里奥尔人。
交接发生在科洛尼亚-德尔萨克拉门托，哈维尔·德·埃利奥认可了新总督并解散了蒙得维的亚委员会，重新成为该市首长。西斯内罗斯重新武装了西班牙民兵，并赦免了阿尔萨加暴动的负责人。
在布宜诺斯艾利斯，胡安·马丁·德·普埃雷东会见了军事首领，试图无视新总督的权威。这个计划得到了萨维德拉、贝尔格拉诺、尤斯塔奎·迪亚兹·贝莱斯、胡安·何塞·维亚蒙特、米格尔·德·阿兹库纳加、胡安·何塞·卡斯特利和胡安·何塞·帕索，但并不被利尼尔斯看好，因为他任然忠于保皇党。

### 上秘鲁的革命骚动

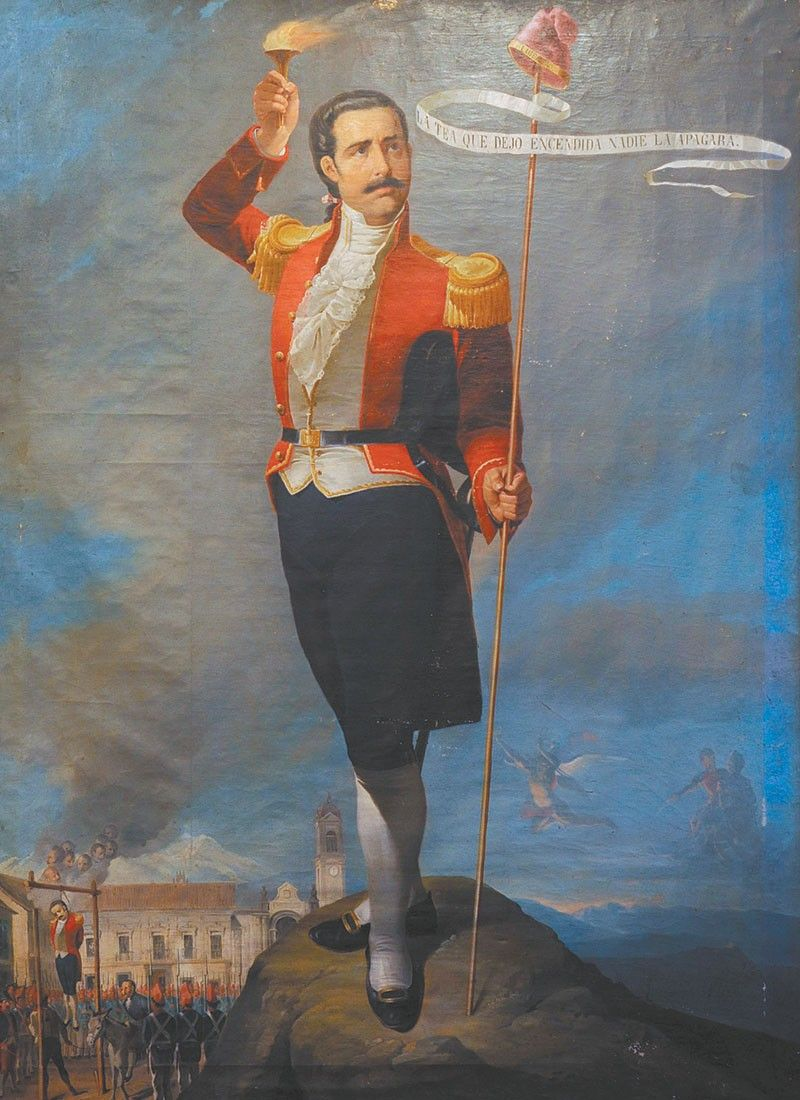
佩德罗·多明戈·穆里略，由华金·平托所绘

对西班牙官员的不满也表现在拉普拉塔河总督辖区的其他地区内，特别是在上秘鲁。
1809年5月25日，一场革命推翻了监督官和查拉卡斯皇家审问院院长拉蒙·加西亚·德莱昂·伊·皮萨罗，他被指控支持葡萄牙保护国。军事指挥权落到了胡安·安东尼奥·阿尔瓦雷斯·德阿雷纳莱斯上校手中。
同年7月16日，另一场革命运动在拉巴斯开始，佩德罗·多明戈·穆里略上校和其他爱国者迫使塔德奥·达维拉市长和拉巴斯主教Remigio de la Santa y Ortega辞职。直到由穆里略主导的人民权利监护委员会成立，权力落入议会。
丘基萨卡革命无意改变对国王的忠诚，而拉巴斯革命则公开宣布独立。目前，对于丘基萨卡革命是否有独立动机，还是仅仅是费尔南多派和卡洛塔派之间的争执，历史学家有不同的解释。胡安·雷耶（Juan Reyes）和吉纳维芙·洛萨（Genoveva Loza）认为是后者，因为西班牙的政府制度得到维持，而拉巴斯的革命没有。特奥多西奥·伊马纳（Teodocio Imaña）、加布里埃尔·雷内·莫雷诺和费利佩·皮尼亚坚持认为丘基萨卡的那场革命是一场独立革命。因此，对于第一场西班牙美洲独立革命是发生在丘基萨卡还是在拉巴斯存在分歧。
在丘基萨卡和拉巴斯的革命引发的过程中，卢梭和他的著作《社会契约论》当作论据。
最终拉巴斯的革命被秘鲁总督派出的军队血腥镇压，而丘基萨卡的革命则被西斯内罗斯总督派出的军队镇压。
总督对这些革命采取的措施加剧了克里奥尔人对半岛西班牙人的不满，因为阿尔萨加在起义后被赦免，致使加剧了克里奥尔人之间的不平等感。其中，卡斯特利出席了丘基萨卡的圣方济·沙勿略牧师皇家大学的辩论，影响了他在五月周期间的立场。

### 西斯内罗斯的经济改革和政治措施
在经济领域，考虑到与西班牙贸易的困难和成本，西斯内罗斯接受了马里亚诺·莫雷诺的提议，并于1809年11月6日与其他列强建立了自由贸易。主要受益者是英国和出口生皮的畜牧业。然而，从走私中获利的商人要求西斯内罗斯取消自由贸易，他同意了这一点，以免失去他们的支持。这反过来又导致以麦金农和多伊尔船长为代表的英国人要求对这项措施进行审查，主张西班牙和英国是反对拿破仑的盟友。马里亚诺·莫雷诺也批评了这一决定，发表了地主代表报告，这被认为是总督时代以来最完整的经济政策报告。西斯内罗斯最终决定延长自由贸易，于1810年5月19日结束。
1809年11月25日，西斯内罗斯创建了政治监视法庭（Juzgado de Vigilancia Política），旨在追查亲法人士和分离主义人士。这一措施使城市港口人认为只有一个正式的借口就足够爆发革命了。出于这个原因，1810年4月，科尔内利奥·萨维德拉向他的亲戚们表示：
Aún no es tiempo; dejen ustedes que las brevas maduren y entonces las comeremos.——科尼利厄斯·萨维德拉，
参考翻译：
时机未到；让果实成熟，后吞之

## 时间轴
“五月之周“是布宜诺斯艾利斯1810年5月18日到25日之间的一周，从确认最高中央委员会的垮台到西斯内罗斯总督被免职，和第一委员会成立。
5月14日星期一，英国战舰HMS Mistletoe (1809)从直布罗陀抵达布宜诺斯艾利斯港，带来一月份的报纸，这些报纸宣称塞维利亚的最高中央委员会已经被法国人占领并解散，还指出一些代表加的斯莱昂岛避难。该委员会是西班牙王室权力的最后堡垒之一，最终在拿破仑帝国面前沦陷，后者曾通过巴约讷退位将国王费尔南多七世赶下台。
5月17日，布宜诺斯艾利斯得知在13日蒙得维的亚从英国巡防舰HMS John Paris也传出巧合的消息，并补充称委员会的代表已被拒绝，并在加的斯建立新的委员会。虽然西班牙和西印度群岛摄政委员会已经成立，但这两艘船都没有传达这个消息。西斯内罗斯试图通过在英国军舰周围建立严格的监视并没收从船上降落的所有报纸来隐藏消息，但其中一份落到了曼努埃尔·贝尔格拉诺和胡安·何塞·卡斯特利的手中。这些人传播了该消息，并对倒台的委员会任命的总督合法性提出了质疑。
帕特里西奥团团长科尔内利奥·萨维德拉也被告知了这一消息。他从战略角度认为，采取行动的理想时机是拿破仑军队在对西班牙的战争中取得决定性优势时。在听到塞维利亚委员会倒台的消息后，萨维德拉认为时机已经成熟。由卡斯特利领导的团体赞成举行公开会议，而克里奥尔军队则提议以武力罢免总督。

### 5月18日星期五
在公众得知塞维利亚政府的倒台，西斯内罗重申以国王斐迪南七世的名义执政并试图安抚民众的情绪。西斯内罗斯谈到了伊比利亚半岛微妙局势，但没有明确证实政府已经垮台。
公告的一部分写着：
在西班牙美洲，即使天主教君主在半岛上陷落，他们的王位仍将保留。 (...) 上级当局不会做出任何未事先与首都所有代表达成一致的决定，随后其附属省份的代表也将满足这些要求，同时，在与其他总督辖区达成协议后，将设立一个代表费迪南德七世主权的代表机构。
主要的革命群体聚集在尼古拉斯·罗德里格斯·佩尼亚的家或伊波利托·维特斯的肥皂店（jabonería），这些人当中就有胡安·何塞·卡斯特利、曼努埃尔·贝尔格拉诺、胡安·何塞·帕索、安东尼奥·路易斯·贝鲁蒂、尤斯塔奎·迪亚兹·贝莱斯、费利西亚诺·安东尼奥·奇克拉纳、何塞·达拉格拉、马丁·雅各布·汤普森和胡安·何塞·维亚蒙特。
另一群人聚集在奥玛的别墅（quinta），其中有何塞·伊格纳西奥·格雷拉修士和多明戈·弗伦奇等人。
当天晚上，一些克里奥尔人聚集在罗德里格斯·佩尼亚的家中。在圣伊西德罗的科尔内利奥·萨维德拉被紧急叫来出席会议，最后会议决定要求总督公开参事会来决定总督区的未来。

### 5月19日星期六
经过一夜的讨论，早晨萨维德拉和贝尔格拉诺会见了首席市长胡安·何塞·德·莱齐卡（Juan José de Lezica y Alquiza），卡斯特利会见了检察官（síndico procurador）朱利安·德莱瓦，请求得到布宜诺斯艾利斯卡比尔多在总督面前公开参事会的支持，并表示如果不批准的话，（人民会去完成，否则他们会死去）。

### 5月20日星期日

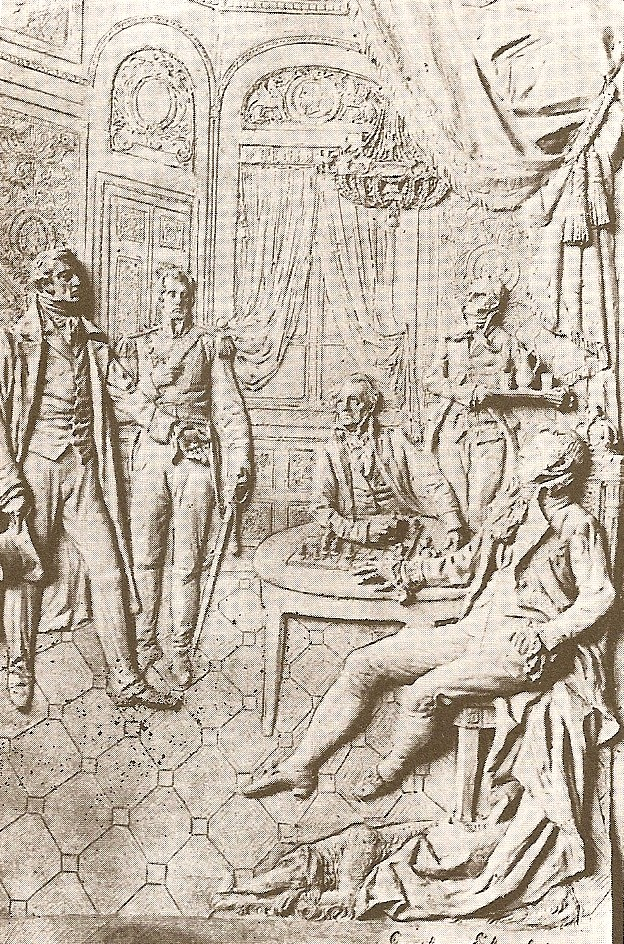

莱齐卡将收到的请求传达给了西斯内罗，而后者向莱瓦咨询建议，莱瓦赞成举行一场公开会议。在做出这个决定之前总督在7点召集了在堡垒的军官。根据西斯内罗在《回忆录》中回忆：
(...) 他们一再提出抗议，并宣誓效忠，誓要捍卫当局、维护公共秩序，我敦促他们效忠国王陛下和祖国。
在军官进入堡垒之前，城市营就已驻扎并配备弹药。这些人的代表自然是萨维德拉，因为他作为整个总督区最重要的军事单位，帕特里西奥团的团长。在《回忆录》中，萨维德拉描述了那次会议，他解释说，面对同事们的沉默，他说：
先生们，我们所处的1809年1月1日和1810年5月的时代截然不同。西班牙仍然存在，尽管已经被拿破仑入侵；在这方面，除了加的斯和莱昂岛之外，所有它的所有省份和地方都被那位征服者征服了，正如刚刚收到的公报向我们和阁下保证的那样。在他昨天的声明中。那又怎样，先生们？加的斯和莱昂岛是西班牙的一部分吗？ (...) 美洲被并入卡斯蒂利亚王国，其权利是否落到了安达卢西亚省的加的斯和莱昂岛？不，先生们，我们不想重蹈西班牙的覆辙，也不想被法国统治，我们决心重新获得我们的权利并保护自己。对 V.E. 来说赋予我们指挥我们的权威已不复存在；因此你也不再拥有它，所以不要指望我的力量来支持你。这是我所有同事都坚持的观点。带着这种失望，他最后说道：“好吧，先生们，要求的公开市政厅会议将会举行。事实上，它就在同年5月22日举行了。”——
夜幕降临时，罗德里格斯·佩尼亚的家里举行了一次新的会议，军官交流了所发生的事情。
马丁·罗德里格斯晚年所写的《回忆录》中记录了一则轶事，提到了一个由卡斯特利和马丁·罗德里格斯负责的委员会，在20日晚上“恐吓”西斯内罗斯5分钟内停止指挥。西斯内罗斯对此的回应是：“你们随意”（hagan lo que quieran）。关于这场“恐吓”的可疑描述并没有显示西斯内罗斯与军方的上一次会议仅在几分钟前举行。而一个月后的1810年6月22日，西斯内罗斯发给摄政委员会的非常详细的正式信中，也没有提及，连萨维德拉的回忆录中也没有记载。
历史学家罗伯托·马凡尼认定，5月21日议会上的时间和西斯内罗斯1810年6月22日的报告都掩盖或歪曲了事件的真相。西斯内罗斯20日晚与军方商定并辞职。21日上午，卡尔比多委员奥坎波和多明格斯让西斯内罗斯签署辞呈，但总督改变主意并要求建立一个公开议会及其相应授权的请求。
根据马凡尼的说法，公开会议是绝望的西斯内罗斯当时的一项权力，通过“好人”、“明智的邻居”、“有名望的邻居”或“主要邻居”的投票来拯救他，并得出结论，要求公开议会的不是文职人员或军方人士。

### 5月21日星期一

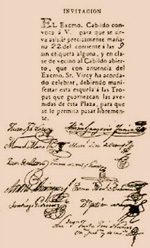
5月22日公开参事会的邀请函

三点时，卡比尔多开始了日常工作，但被六百名武装人员打断，他们称呼自己为“地狱军团”（Legión Infernal），并占领了胜利广场（现五月广场），呼吁公开参事会并将总督西斯内罗斯免职。他们拿着费尔南多七世的肖像，在夹克的扣眼上系着一条象征克里奥尔-西班牙统一的白色丝带。
在煽动者中，多明戈·弗伦奇和安东尼奥·路易斯·贝鲁蒂脱颖而出。他们不信任西斯内罗斯和他会信守诺言，在第二天公开参事会。检察官朱利安·德莱瓦未能通过确保按计划举行来安抚人群。由于帕特里西奥团团长科尔内利奥·萨维德拉的干预，人们平静下来并散开，他保证地狱军团的主张得到了军事支持，并表示他个人将亲自任命帕特里奥斯军官和广场大道的警卫，并说警卫将受尤斯托基奥·迪亚兹·贝莱斯（Eustoquio Díaz Vélez）上尉的命令，他的坚持，人们绝对不会怀疑。
任命帕特里西奥斯的军官负责广场各条街道的警卫，这些警卫将接受尤斯托基奥·迪亚兹·贝莱斯上尉的指挥，人民毫不怀疑他的服从。——
5月21日，向首都主要邻居和当局分发了四百五十份邀请函。邀请名单由卡尔比多准备，只考虑到该市最杰出的居民。然而负责印刷的人奥古斯丁·多纳多（Agustín Donado）是贝鲁蒂和弗伦奇的朋友，帮忙多印了几张，并把它分发给克里奥尔人。
尊敬的议会传唤您参加明天，也就是本月22日九点钟举行的、无需任何礼仪、以居民身份、经Excmo同意的公开议会会议。总督先生已同意举行；必须将此通知发给驻守此广场大街的部队，以便他们能够自由通行。

### 5月22日星期二

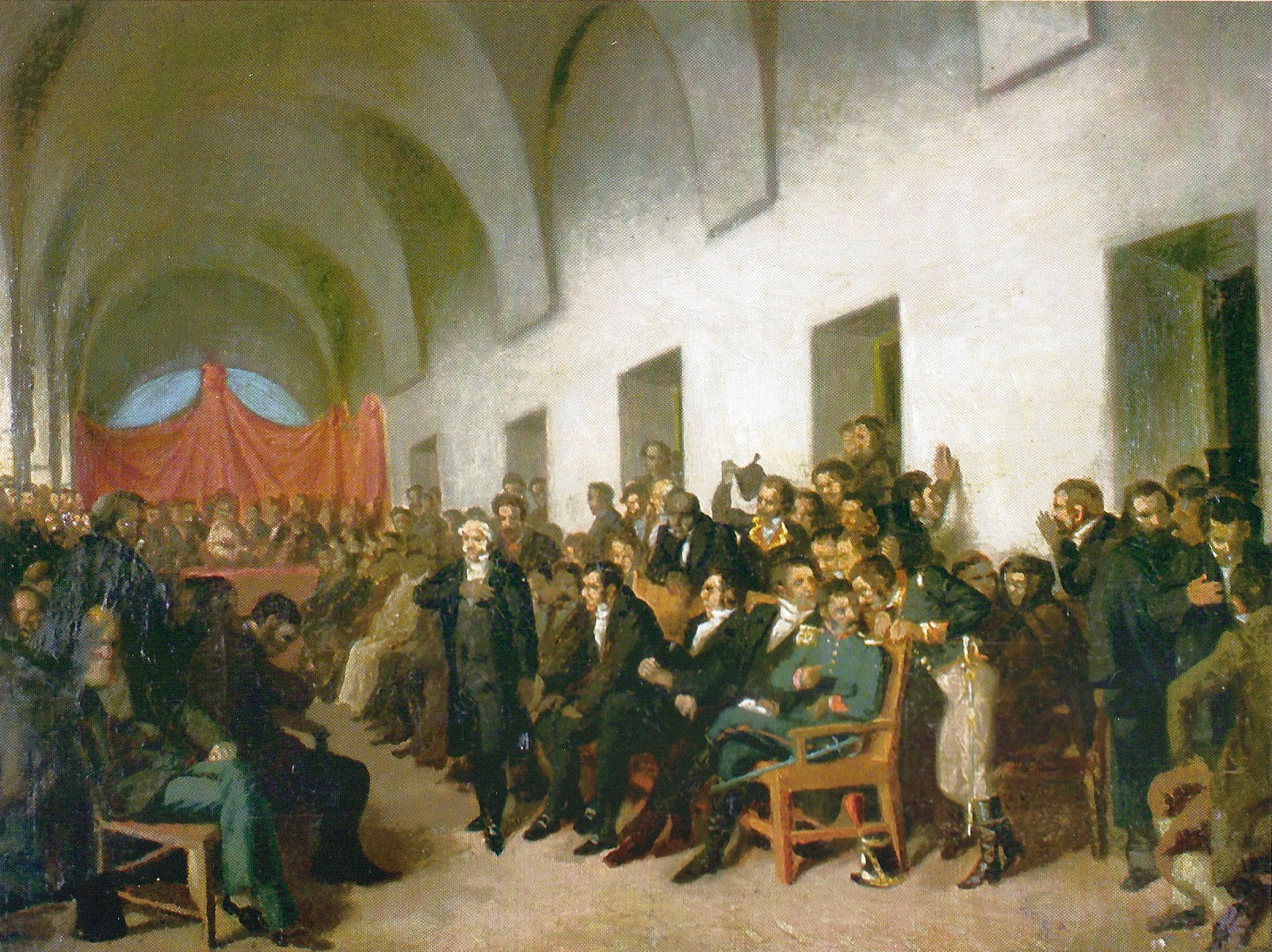
根据胡安·曼努埃尔·布拉内斯的说法，公开政务厅

代表大会于中午召开，邀请布宜诺斯艾利斯所有有名望的人士，印制了600份邀请函，只发出了450份，但许多人有种种顾虑不敢参加大会，最终只有251人到会。弗伦奇和贝鲁蒂人指挥着六百名手持刀具、雷筒和步枪的人，控制了进入广场的通道，以确保开放的市政厅被克里奥尔人占领。
会议从早上一直持续到午夜，有激烈的争论。辩论的主题在于政府的合法性以及總督的权威。根据主权归于人民原则规定，一旦合法君主消失，权力归还人民，人民有权利组建新政府。
这个题目产生有两个主要的对立立场：认为情况应该保持不变，支持西斯内罗斯担任总督。以及那些认为应该成立委员会来取代总督。他们不承认西班牙和西印度摄政委员会的权威，认为美洲殖民地没有参与其中。这场辩论也间接地涉及了克里奥尔人和半岛西班牙人之间的竞争，因为那些提议保留总督的人认为，西班牙人的意志应该优于克里奥尔人的意志。
第一位发言者是布宜诺斯艾利斯的大主教，贝尼托·吕埃·伊·列加，反对任何过激的改变：
{{Quote|不仅没有理由更换总督，而且即使西班牙没有留下任何未被征服的部分，在美洲的西班牙人也必须夺取并重新控制它们，而这只能在该国不再有西班牙人时才落入该国子民的手中。即使塞维利亚中央委员会只有一名成员留下并抵达我们的海岸，我们也应该欢迎他为君主Pigna}
胡安·何塞·卡斯特利随后发言，并坚持美洲人民应该掌握他们的命运方向，直到费尔南多七世重返王位的障碍停止。
自从安东尼奥王子离开马德里以来，西班牙主权政府就已经失效，现在更有理由认为，随着中央委员会的解散，西班牙主权政府也已经失效，因为除了被塞维利亚人民指控叛国罪之外，它还无权建立最高摄政政府；要么是因为其成员的权力高度属于政府个人，无法委托，要么是因为美洲议员没有参与该政府的选举和组建，由此推断出该政府的不合法性，主权应归还给布宜诺斯艾利斯人民，并由人民自由组建新政府，主要是因为在唐费尔南多七世先生的统治下，西班牙已不复存在，人们认为它不应该存在。
帕斯夸尔·鲁伊斯·惠多布罗表示，鉴于任命西斯内罗的权力已经到期，应与政府的任何职能分离，并且作为人民代表，卡尔比多应承担和行使权威。

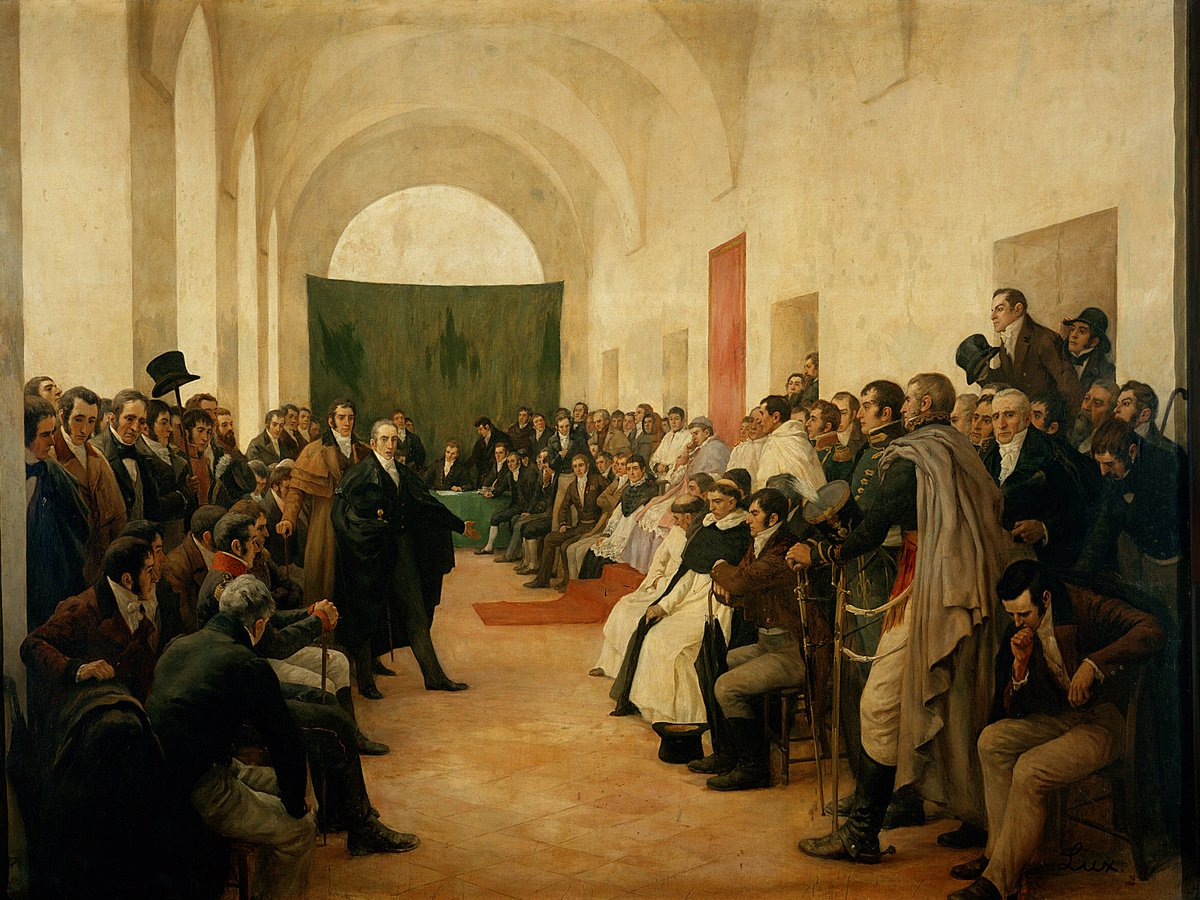
佩德罗·苏伯卡索在庆祝五月革命一百周年之际受阿道夫·卡兰萨委托、指示和监督的画作

最保守的西班牙人代表，检察官曼努埃尔·热那罗·维洛塔指出，布宜诺斯艾利斯市无权在与其他城市参与辩论的情况下，对总督或摄政委员会的合法性作出单方面决定。他认为，这将破坏国家的统一，并建立与人民一样多的主权。胡安·何塞·帕索在第一点上同意他的观点，但认为欧洲冲突局势以及拿破仑军队继续征服美洲殖民地的可能性，需要快速解决。然后他又引出了“la hermana mayor”（大姐城市）的说法，即布宜诺斯艾利斯主动做出其认为必要和方便的改变，条件是尽快邀请其他城市发言。

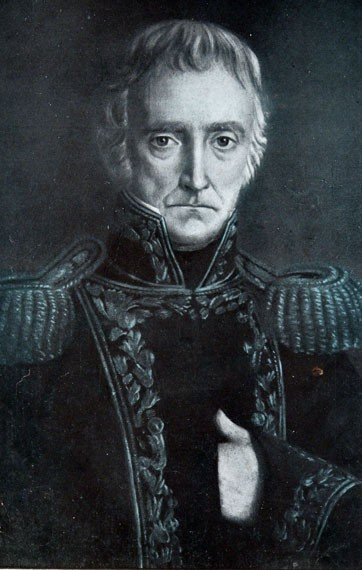
科尼利厄斯·萨维德拉的立场最终占了上风。

胡安·内波穆切诺·索拉牧师认为应该将权力临时移交给卡尔比多，直到政府会议召集总督辖区的全体人口代表。
萨维德拉的密友佩德罗·安德烈斯·加西亚指挥官在投票时评论道：
考虑到人民健康的最高法则，并受到大都会事件所导致的自身沸腾和热情的警告甚至触动，为了改变政府，这是它所渴望的，它认为绝对有必要这样做，以免达到不幸的极端，例如，如果在解散这个杰出委员会时还没有以这种方式得到解决，它相信就会发生这样的事情；他把前天、昨天、昨晚自己所学的知识重复了一遍，安抚着镇上那些急切求教的人的精神。».
科尔内利奥·萨维德拉提议将权力下放给卡尔比多，直到成立管理委员会。他强调了这句话：
(...) 毫无疑问，人民是赋予权力或命令的人。
在投票时，卡斯特利的立场与萨维德拉的立场一致。
辩论结束后，他们继续投票是否支持总督的合法性。投票一直持续到午夜，最终以155票对69票，多数票决定罢免总督。投票分布如下：
- 权力归属于卡比尔多方案：4票
- 胡安·内波穆切诺·索拉方案：18票
- 佩德罗·安德烈斯·加西亚、胡安·何塞·帕索和路易斯·何塞·德·乔罗兰（西班牙语：Luis José de Chorroarín）方案：20票
- 鲁伊斯·惠多布罗方案：28票
- 萨维德拉和卡斯特利方案：87票

### 5月23日星期三
在会议结束后，城市的各个地方张贴了通知委员会的成立和对各省代表的传票，并呼吁不要试图采取违反公共秩序的行动。
早上，卡比尔多开会清点前一天的选票，并发布了一份文件：
该法规经过了最彻底的审查，因此 Excmo 的决定是这样的。总督先生必须辞去他的指挥职务，指挥权暂时交给阁下。理事会 (...)，直到成立由同一 Excmo 组成的委员会。理事会以其认为适当的方式。——
就在太阳即将落山之际，由唐·埃乌斯塔基奥·迪亚斯·贝莱斯率领的贵族队伍伴随着鼓声和街头传令官的声音宣布，拉普拉塔河各省总督任期已满，市政厅将根据人民的意愿重新行使总督辖区的最高指挥权。——

### 5月24日星期四
24日，在检察官莱瓦的提议下，卡尔比多成立了委员会，直到其他总督府的代表到来。成员如下：
武装指挥官和主席：
- 巴尔塔萨·伊达尔戈·德西斯内罗斯（前总督，西班牙人）

委员（Vocal）：
- 科尔内利奥·萨维德拉（军人，克里奥尔人）
- 胡安·何塞·卡斯特利（律师，克里奥尔人）
- 胡安·内波穆切诺·索拉（牧师，西班牙人）
- 何塞·桑托斯·因乔雷吉（西班牙语：José Santos Incháurregui）（商人，西班牙人）

由五名成员组成的上述组合响应了吕埃·伊·里加主教的提议，即让总督与一些同事或代表继续掌权，尽管事实上在会议中的选举中被击败了，认为这样可以遏制社会中发生的革命威胁。同时莱瓦起草的13条宪法，规范委员会的行为。其中委员会不会行使司法权，而是由法院（Audiencia）承担。没有委员会其他成员的支持，西斯内罗斯无法采取行动等规则。军队指挥官表示同意，包括萨维德拉和佩德罗·安德烈斯·加西亚。
但是当消息公布后，引起公众的反对，广场被弗伦奇和贝鲁蒂指挥的人群包围。西斯内罗斯继续掌权被视为对最终决定出来的意志的嘲弄。马丁·罗德里格斯上校是这样解释：
Si nosotros nos comprometemos a sostener esa combinación que mantiene en el gobierno a Cisneros, en muy pocas horas tendríamos que abrir fuego contra nuestro pueblo, nuestros mismos soldados nos abandonarían; todos sin excepción reclaman la separación de Cisneros.——
在罗德里格斯·佩尼亚的家中曾产生过一次讨论，文职人员和军团军官相聚于此，其中包括曼努埃尔·贝尔格拉诺、尤斯托基奥·迪亚兹·贝莱斯、多明戈·弗伦奇和费利西亚诺·安东尼奥·奇克拉纳，并在讨论中对萨维德拉的忠诚度感到质疑。卡斯特利答应进行干预，以便再次征求人民的意见。在马里亚诺·莫雷诺、马蒂亚斯·伊里戈延和费利西亚诺·奇克拉纳帮助下广场上的军队和青年平静了下来。最后，他们决定撤销已经做过的事情，再次召集人民并向卡尔比多重新提交一份修改过的候选单。因为西斯内罗斯不能留。
晚上，由卡斯特利和萨维德拉率领的代表团出现在西斯内罗斯的住所，报告民众骚动和军队起义的情况，要求他辞职。他们成功让他口头辞职。一群爱国者在检察官莱瓦的房子里要求再次召集人民，尽管他最初抵抗，最终还是同意了。

### 5月25日星期五
5月25日上午，在多明戈·弗伦奇和安东尼奥·贝鲁蒂带领下，大批人群开始聚集在胜利广场（现五月广场）。他们要求废止前一天的决议，让西斯内罗斯总督彻底辞职，并重新成立一个委员会。历史学家巴托洛梅·米特雷确认弗伦奇和贝鲁蒂在参与者中分发了蓝白花结。但后来的历史学家质疑这一说法，但他们认为将花结分发给革命者是可能的。面对迟迟没有出台的决议，人们开始大喊：“人们想了解全部！”（¡El pueblo quiere saber de qué se trata!）人群闯入总督府，要求总督辞职并废除前一天通过的决议。
卡比尔多在早上九点开会，要求用武力镇压民众的骚动。为此召集了主要军官，但他们没有服从下达的命令。西斯内罗斯继续拒绝辞职，经过努力成功让总督批准他的辞职条款，放弃继续留在政府。然而这还不够，聚集在广场的人群代表要求恢复22日会议上确定的权力下放和成立委员会。
西斯内罗斯“以最大的慷慨和坦率将自己献给它，辞职以表明他对公共安宁和预防更大混乱的考虑的程度”而辞职。第一委员会的组成源于弗伦奇和贝鲁蒂提交并得到大量签名支持的文件。但这份文件作者存在争议，一些人，如维森特·菲德尔·洛佩斯，坚持认为它完全是大众倡议的产物。对于其他人，如历史学家米格尔·安赫尔·斯凯纳，这份名单很可能是三方谈判的结果，而这三方各派出三名候选人。
成员走到阳台上，将请愿书直接提交给人民批准。但是，由于时间较晚和天气，广场上的人数减少了，朱利安·德莱瓦曾以此嘲笑代表代表人民发言的说法。而这压倒了在毛毛雨下的广场上寥寥数人的耐心。
在1809年的阿尔萨加暴动之后，市政厅钟的钟舌被利尼尔斯总督下令拆除。鉴于可能发生更大的暴力事件，请愿书被大声宣读并得到参与者的批准。从广义上讲，委员会的规定与为24日的委员会提议的规则相同，特别的是卡尔比多将控制委员的活动，并在委员会出现空缺时任命替代人选。
根据1810年5月26日的公告，拉普拉塔河首府临时管理委员会正式成立，而阿根廷史学将其称为第一委员会，由以下人士构成：
主席
- 科尔内利奥·萨维德拉（西班牙语：Cornelio Saavedra）

委员
- 胡安·何塞·卡斯特利（西班牙语：Juan José Castelli）
- 曼努埃尔·贝尔格拉诺
- 米格尔·德·阿兹库纳加（西班牙语：Miguel de Azcuénaga）
- 曼努埃尔·阿尔贝蒂（西班牙语：Manuel Alberti）
- 多明戈·马修（西班牙语：Domingo Matheu）
- 胡安·拉雷亚（西班牙语：Juan Larrea (político)）

秘书
- 胡安·何塞·帕索（西班牙语：Juan José Paso）
- 马里亚诺·莫雷诺

委员会由9名成员组成。从出生地来看，七个是美洲或克里奥尔人，两个来自西班牙半岛，后者是马修和拉雷亚。从社会角度来看，由代表分为四个职业：4位律师（贝尔格拉诺、卡斯特利、莫雷诺和帕索）、2名军人（萨维德拉和阿兹库纳加）、2名商人（马修和拉雷亚）和一个牧师（阿尔贝蒂）。从政治角度来看，分为三个革命党派
三个革命政党各有三名成员代表：温和派（萨维德拉、阿兹库纳加和阿尔贝蒂）、卡洛塔主义（卡斯特利、贝尔格拉诺和帕索）还有委员会主义者或阿尔萨加主义者（马修、拉雷亚和莫雷诺）。
萨维德拉向雨中聚集的人群讲话，然后在炮声和钟声中移动到堡垒。
同日，西斯内罗斯派何塞·梅尔乔·拉文（José Melchor Lavín）前往科尔多瓦，警告圣地亚哥·德·利尼尔斯所发生的事情，并要求对委员会采取军事行动。

## 5月26日的公告

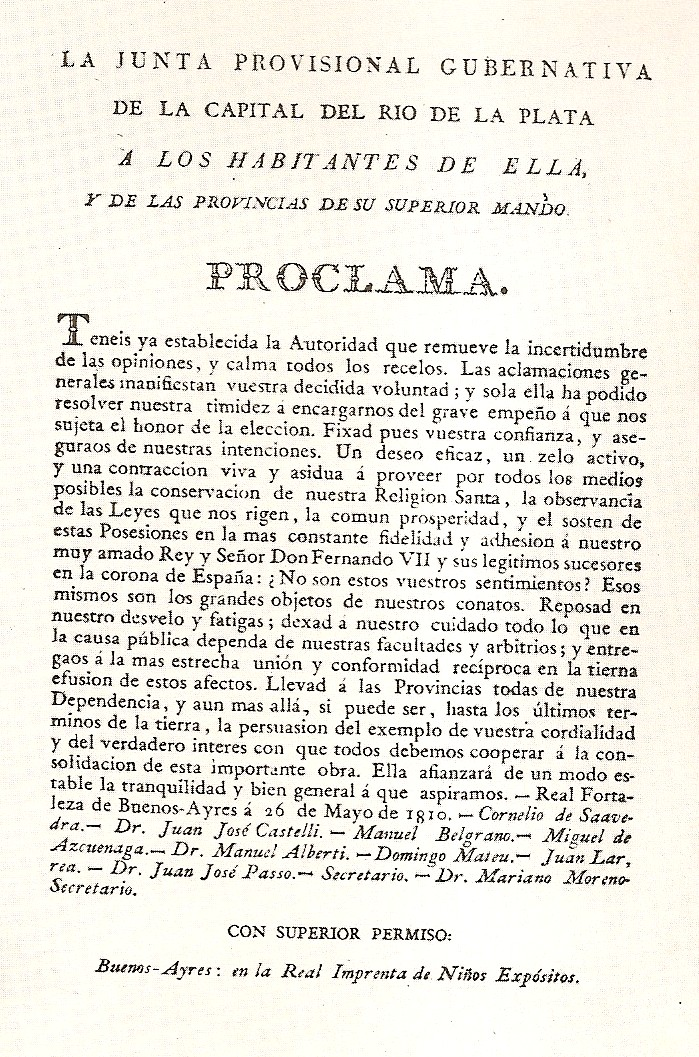
1810年5月26日第一委员会发布的公告。

1810年5月26日，第一委员会向“她和上级省份的居民”发布公告，通知由五月革命产生的新政权。

## 向内陆的市政厅通报
在5月25日布宜诺斯艾利斯的会议纪要中，指示委员会向内陆卡尔比多发出通知，以便各省派代表前往首府：
Apartado X: que los referidos SS. despachen sin perdida de tiempo ordenes circulares a los Xefes de lo interior y demas a quienes corresponde, encargandoles muy estrechamente baxo de responsabilidad, hagan que los respectivos Cabildos de cada uno convoquen por medio de esquelas a la parte principal y mas sana del vecindario, para que formando un congreso de solos los que en aquella forma hubiesen sido llamados elijan sus representantes y estos hayan de reunirse á la mayor brevedad en esta Capital.
委员会于5月27日发布通知，要求选举代表：
Asimismo importa que V. quede entendido que los diputados han de irse incorporando en esta junta, conforme y por el orden de su llegada á la capital, para que así se hagan de la parte de confianza pública que conviene al mejor servicio del rey y gobierno de los pueblos, imponiéndose con cuanta anticipación conviene á la formación de la general de los graves asuntos que tocan al gobierno. Por lo mismo, se habrá de acelerar el envío de diputados, entendiendo deber ser uno por cada ciudad ó villa de las provincias, considerando que la ambición de los extranjeros puede excitarse á aprovechar la dilación en la reunión para defraudar á Su Majestad los legítimos derechos que se trata de preservar.
第一委员会推翻了总督和为他成立的委员会，对许多人来说是一场丑闻，因此内陆地区对此事的第一反应不是很好：
- 在科尔多瓦，组建了由利尼尔斯领导的反革命运动（西班牙语：Contrarrevolución de Córdoba）。
- 在门多萨，有些人不愿意接受新的委员会。
- 在萨尔塔产生不小的争论。
- 在上秘鲁、巴拉圭和蒙得维的亚有着活跃的抵抗活动。

## 在科连特斯的影响
在蒙得维的亚划界以北和亞松森附近，圣胡安的七流维拉市（San Juan de Vera de las Siete Corrientes）的卡尔比多在6月16日收到了新政府成立的消息。需要急迫选出一名代表加入布宜诺斯艾利斯的委员会。当时，来自科连特斯的议会成员决定加入布宜诺斯艾利斯委员会运动，并宣誓效忠国王费而南多七世。最终在卡尔比多选出何塞·西蒙·加西亚·德·科西奥作为新政府的代表。
布宜诺斯艾利斯委员会间花了一段时间才将内陆地区的代表纳入。此外，对科连特斯而言，与布宜诺斯艾利斯政府的联盟带来了严重的后果，如在1810年10月至1811年4月期间两次遭受巴拉圭的军事占领。此外，同年科连特斯遭到从蒙得维的亚出发的28艘保皇派舰队的轰炸。
尽管如此，科连特斯议会批准了其在政治上跟随布宜诺斯艾利斯的决定，并断然拒绝了巴拉圭首长贝尔纳多·德·韦拉斯科在摄政委员会宣誓的提议。
科连特斯机构的理由，简单地说，是与布宜诺斯艾利斯的旧联系。因此，科连特斯的特殊性是显而易见的，这座城市作为革命的一部分履行了各种职能。例如，在1811年亚松森与摄政委员会断绝关系后，两座城市之间的联系变得更加密切，以至于产生了将该地区最杰出人物联系起来的书信交流联系。此外，随着时间的推移，科连特斯的地缘战略位置与亚松森和米西奥内斯区连成了对巴西领土扩张的一条围堵线。
最后，促进了政治变革的演变和新思想的培育，导致联邦主义运动提议，出现了如埃利亚斯·加尔文和何塞·赫瓦西奥·阿蒂加斯等人物。

## 西斯内罗斯的说法
西斯内罗斯总督在1810年6月22日写给国王费迪南多七世的信中提供了他对五月周事件的说法：
Había yo ordenado que se apostase para este acto una compañía en cada bocacalle de las de la plaza a fin de que no se permitiese entrar en ella ni subir a las Casas Capitulares persona alguna que no fuese de las citadas; pero la tropa y los oficiales eran del partido; hacían lo que sus comandantes les prevenían secretamente y éstos les prevenían lo que les ordenaba la facción: negaban el paso a la plaza a los vecinos honrados y lo franqueaban a los de la confabulación; tenían algunos oficiales copia de las esquelas de convite sin nombre y con ellos introducían a las casas del Ayuntamiento a sujetos no citados por el Cabildo o porque los conocían de la parcialidad o porque los ganaban con dinero, así es que en una Ciudad de más de tres mil vecinos de distinción y nombre solamente concurrieron doscientos y de éstos, muchos pulperos, algunos artesanos, otros hijos de familia y los más ignorantes y sin las menores nociones para discutir un asunto de la mayor gravedad.

## 革命意图
尽管5月25日出现的政府宣称自己忠于被废黜的西班牙国王费尔南多七世，但历史学家一致认为，这种忠诚只是一种政治策略。因为第一委员会并没有向仍在运作的西班牙王室机构的西班牙和西印度摄政委员会效忠。由于1810年拿破仑·波拿巴可能会被击败，费尔南多七世可能重返王位的可能似乎遥不可及，但1813年12月11日的瓦朗塞条约最终让这情况称为现实。欺骗的目的是争取时间来巩固爱国事业的地位，声称君主权威仍然受到尊重，没有进行任何革命，以避免革命的发生会引发的反应。这一系列行为被称为“费尔南多七世的面具”由第一委员会、大委员会、第一次、第二次和第三次三头政治以及最高主任所沿袭，直到1816年阿根廷独立
科尔内利奥·萨维德拉在1811年6月27日的一封与胡安·何塞·维亚蒙特的信中私下讨论了这个主题
...las Cortes extranjeras y muy particularmente la de Inglaterra, nada exigen, más que llevemos adelante el nombre de Fernando y el odio a Napoleón; en estos ejes consiste el que no sea (Inglaterra) nuestra enemiga declarada... la Corte de Inglaterra... no se considera obligada... a sostener una parte de la monarquía española contra la otra... a condición que reconozcan su soberano legítimo... luego, si nosotros no reconociésemos a Fernando, tendría la Inglaterra derecho... a sostener a nuestros contrarios... y nos declararía la guerra... En medio de estas poderosas consideraciones quiere el... ciudadano Zamudio se grite: ¡Independencia! ¡Independencia! ¿Qué (se) pierde en que de palabra y por escrito digamos: ¡Fernando! ¡Fernando!
对英国来说，这种变化有利促进与该地区城市的贸易，而不受西班牙对其殖民地的垄断所阻碍。然而，英国将欧洲与法国的战争列为优先事项，与尚未被制服的西班牙势力结盟，似乎无法支持美洲独立运动，也无法让西班牙的军事注意力分成两个不同的阵线。
支持或实施革命的团体在目的上并不完全一致，甚至互相矛盾。以莫雷诺、卡斯特利、贝尔格拉诺或帕索为代表的进步主义克里奥尔人和青年，渴望进行深刻的政治、经济和社会改革。另一方面，以萨维德拉为首的军队和官僚们渴望取代西班牙人的专属权力，但继承他们的特权和归属。商人和地主将政治问题置于经济决策之下，尤其是那些涉及是否与英国进行贸易的决策。甚至一些群体考虑以波旁的卡洛塔·若阿金娜或英国王室取代摄政委员会权威的可能性，但这个想法几乎没有引起什么反响。
这些团体为了将西斯内罗斯赶下台的共同目标而联合起来，但当第一委员会成立时，开始产生内部分歧。
宗教因素没有干预革命，因为所有的革命派和保皇派都同意支持天主教会。尽管如此，大多数教会领袖还是反对革命。在上秘鲁，保皇派和宗教当局试图将革命者等同于异端，但革命领袖总是在宗教方面推行和解政策。另一方面，神父和修道士在地理上是分开的，来自“下秘鲁”的人民都忠于革命，而来自上秘鲁的人则更愿意忠于君主制。

## 后续

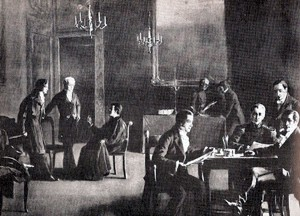
第一委员会。胡里奥·维拉·伊·普拉德的作品

摄政委员会、皇家审问院成员和来自欧洲的西班牙人，没有一个人接受新局势。审问院成员不认可第一委员会成员的宣誓。6月15日，皇家审问院的成员秘密宣誓效忠摄政委员会，并向内陆城市发出通告，呼吁无视新政府。为了阻止他们的行动，委员会召集了审问院成员、牧师吕埃·伊·列加和前总督西斯内罗斯，以他们有生命危险为理由，将他们送上英国Dart号轮船。船长马科斯·布里古特（Marcos Brigut）受到拉雷亚的指示，不在任何美洲港口停留，并将所有登船的人转移到加那利群岛。在成功将他们驱逐出境之后，重新组建了一个完全由忠于革命的克里奥尔人组成的新法庭。
除科尔多瓦外，现今构成阿根廷一部分的城市支持第一委员会。由于不久前丘基萨卡革命和拉巴斯革命，上秘鲁没有公开发言。巴拉圭尚未决定。而东岸邦以及智利任然有大量的保皇派。
圣地亚哥·德·利尼尔斯在科尔多瓦领导了一场反革命运动。蒙得维的亚做好了抵御布宜诺斯艾利斯进攻的准备。在智利，安第斯山脉是将革命者与智利保皇派分隔开的天然屏障，直到何塞·德·圣马丁和安第斯军跨越安第斯山脉未发生过冲突。尽管利尼尔斯在英国入侵期间的行动获得英雄的声望，但是科尔多瓦人普遍支持革命，这导致其军队的实力因逃兵而受到破坏。

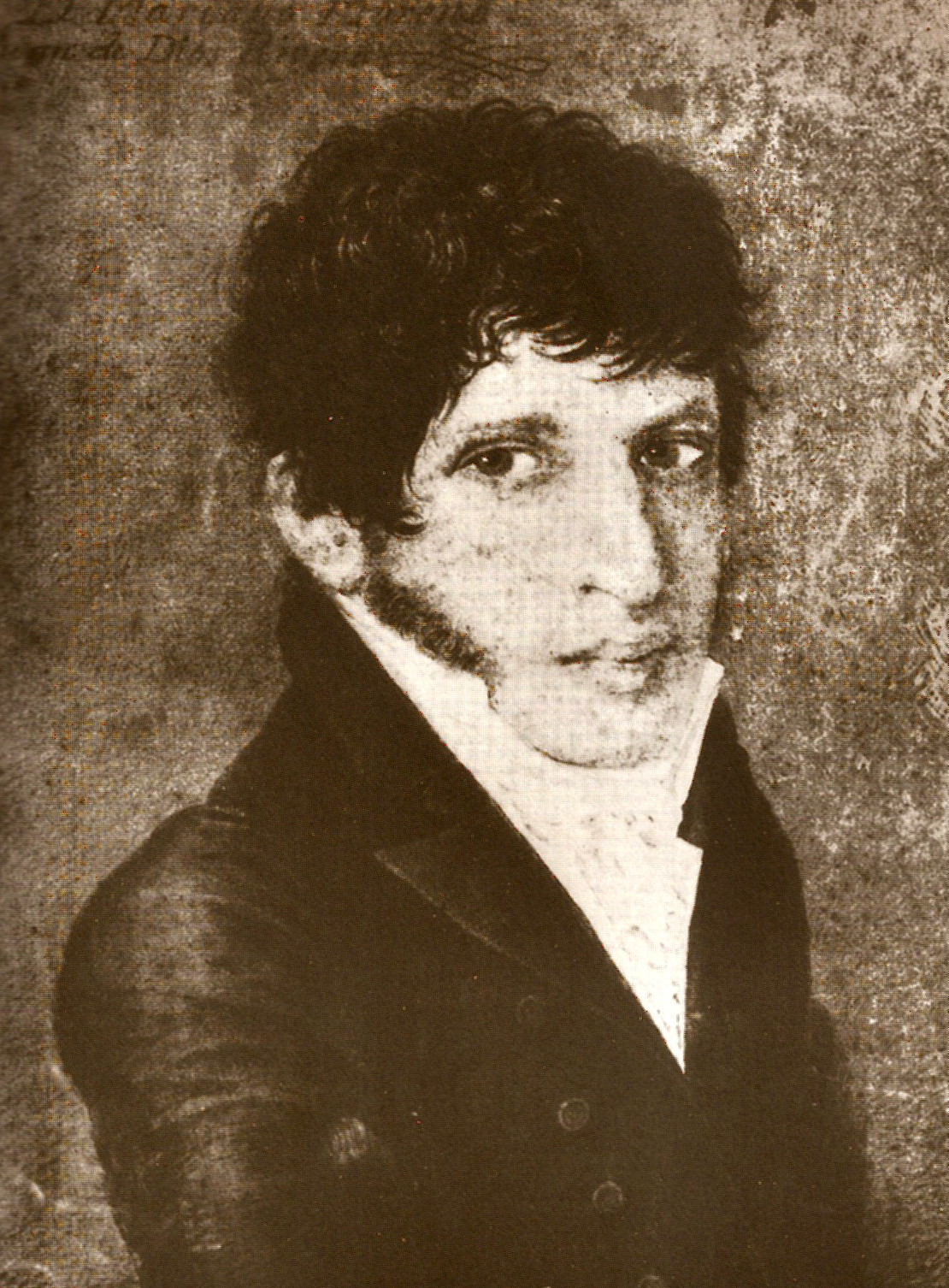
马里亚诺·莫雷诺，第一委员会成员

利尼尔斯的反革命起义很快被弗朗西斯科·奥尔蒂斯·德·奥坎波指挥的部队镇压。然而，奥坎波拒绝枪决利尼尔斯，因为他曾在英国入侵中与他并肩作战，因此处决是由卡斯特利执行。
在平息了这场叛乱后，军事远征队被派往内陆的各个城市，要求支持第一委员会。几乎所有家庭，无论贫富，都被征兵，在此之前大多数贵族家庭决定将他们的奴隶代替孩子送入军队。这是阿根廷黑人减少的原因之一。
第一委员会通过将支持革命的城市派出的代表纳入其自身来扩大其成员数量，此后委员会被称为大委员会。

## 影响
历史学家费利克斯·卢纳在《阿根廷简史》称，五月革命对社会的主要影响是人民与统治者之间的关系的范式转变。在那之前，最盛行的是共同利益，即君主权威得到尊重，但西班牙王室的命令如果有损当地居民的共同利益，那命令就不会被执行或者部分执行。随着革命，莫雷诺、卡斯特利或蒙蒂阿古多等人提倡的人民主权取代了共同利益。他们认为在没有合法权威的情况下，人民有权指定统治者。随着时间的推移，人民主权变为多數決原則。
根据卢纳的说法，另一个后果是拉普拉塔总督辖区领土的解体。这些城市的人口、生产、心态、背景和兴趣都各不相同，唯一将其联系起来只有西班牙政府的权威，所以当政府被解散，蒙得维的亚、巴拉圭和上秘鲁的居民开始疏离布宜诺斯艾利斯。拉普拉塔总督区仅有38年的历史，这么短暂的历史并没有为其居民产生共同的爱国情感。
胡安·包蒂斯塔·阿尔韦迪认为五月革命是布宜诺斯艾利斯市与内陆之间权力纠纷的最初表现之一，是阿根廷内战围绕的中心之一。他在《Escritos póstumos》中写道：
La revolución de Mayo de 1810, hecha por Buenos Aires, que debió tener por objeto único la independencia de la República Argentina respecto de España, tuvo además el de emancipar a la provincia de Buenos Aires de la Nación Argentina, o más bien el de imponer la autoridad de su provincia a la nación emancipada de España. Ese día cesó el poder español y se instaló el de Buenos Aires sobre las provincias argentinas.
革命前只有一个允许的报纸，革命后文化生活空前繁荣，产生了大量的如《La Lira Argentina》、《布宜诺斯艾利斯报》、《商务邮报》、《Mártir o Libre》、《El Censor de la Revolución》、《El Independiente》、《El Grito del Sud》的报纸。文学上也产生了大量如巴托洛梅·伊达尔戈、比森特·洛佩兹-普拉内斯、埃斯特班·德·卢卡等革命诗人。

## 史学分析

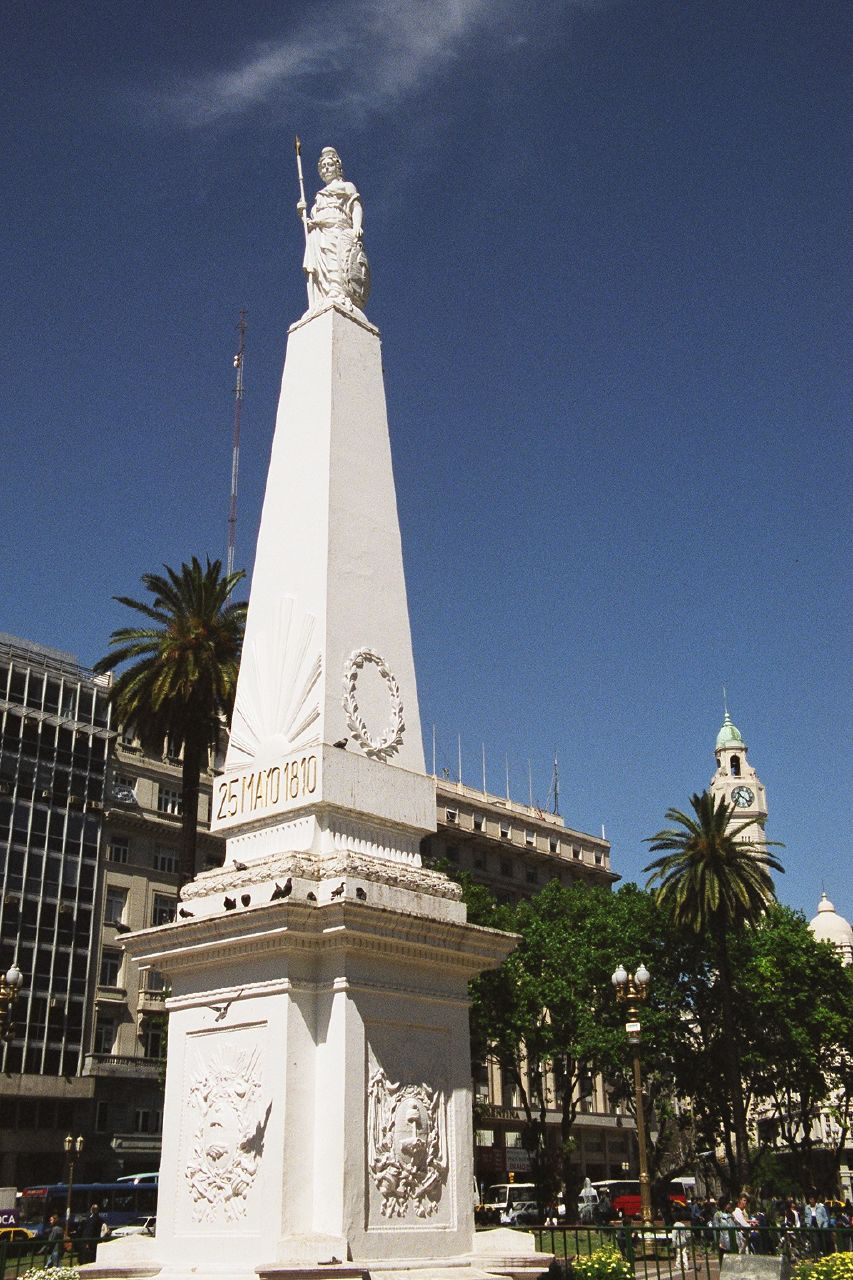
布宜诺斯艾利斯五月广场的五月金字塔

阿根廷历史上的第一个著名的研究史学由巴托洛梅·米特雷创立。米特雷认为，五月革命是政治平等主義的标志性表达，是现代自由主义与西班牙君主制之间的冲突，和试图建立一个基于宪法原则的国家机关，而非考迪罗所领导。
而埃斯特班·埃切维里亚在社会进步和民主的概念中综合了五月革命的思想。在未来，这些概念成为了区分五月革命经典史学观点和历史修正主义的主轴。
马里亚诺·莫雷诺的形象也因为他反抗的方式引起了争议。一些历史学家认为他是革命或由此产生的政府的主要推动者，而另一些历史学家则淡化了他的影响力。关于他是否为雅各宾，对其思想或行为的分析存在差异。但历史学家一致认为马里亚诺·莫雷诺是五月革命的主角之一，一个最激进和最坚定革命立场的人。

## 纪念

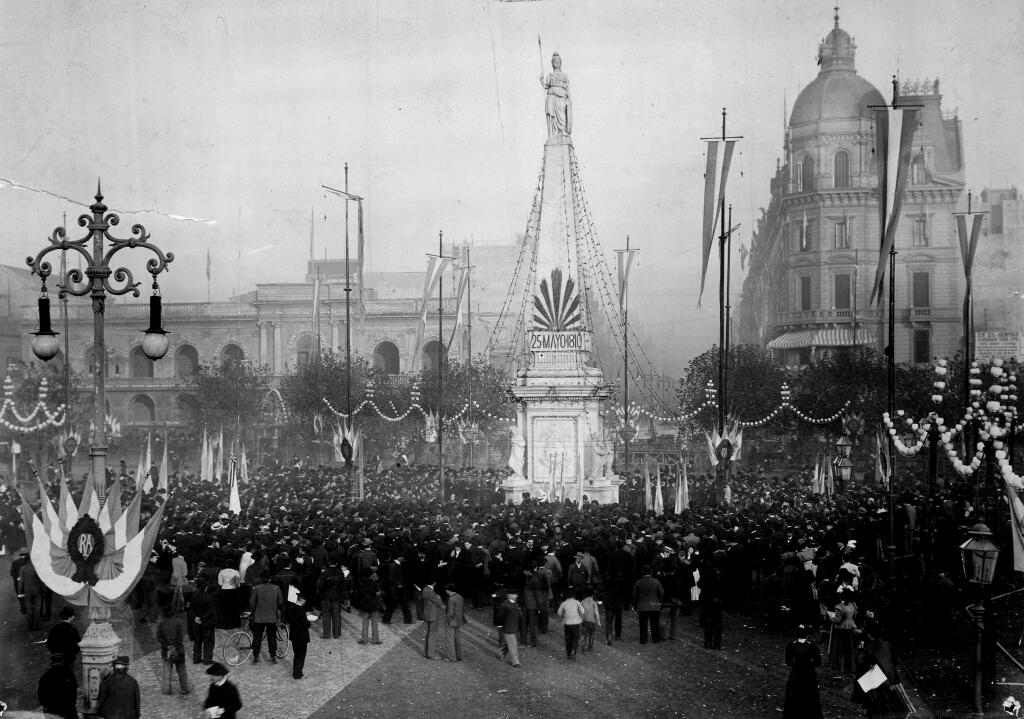
1899年五月广场的五月节

阿根廷每年的5月25日以法定假日纪念五月革命。乌拉圭1834年到1933年以美洲日（Día de América）纪念。
1910年，五月革命百年庆典进行了盛大的仪式。同年4月，罗克·萨恩斯·佩尼亚被选为总统。不久之后，以他名字命名的选举法通过，让所有18岁以上的男性拥有普遍选举权。
19世纪末期，由于肉类、皮革、羊毛和小麦等农畜产品贸易的进步，阿根廷在西方世界取得了举足轻重的地位。大大丰富了牧场家庭、肉类加工商和其他商人，他们开始采取美好年代的欧洲和美国上层社会阶层的生活方式。然而，这一令人印象深刻的现实与数百万移民的情况形成鲜明对比，他们被这个富裕国家提供的可能性所吸引，越过大西洋寻求在这片土地上更好的生活质量、和平和社会经济进步的可能性。尽管他们中的绝大多数人在很短的时间内融入了社会结构并形成阿根廷的中产阶级，另一方面，部分人继续生活在贫困条件下。

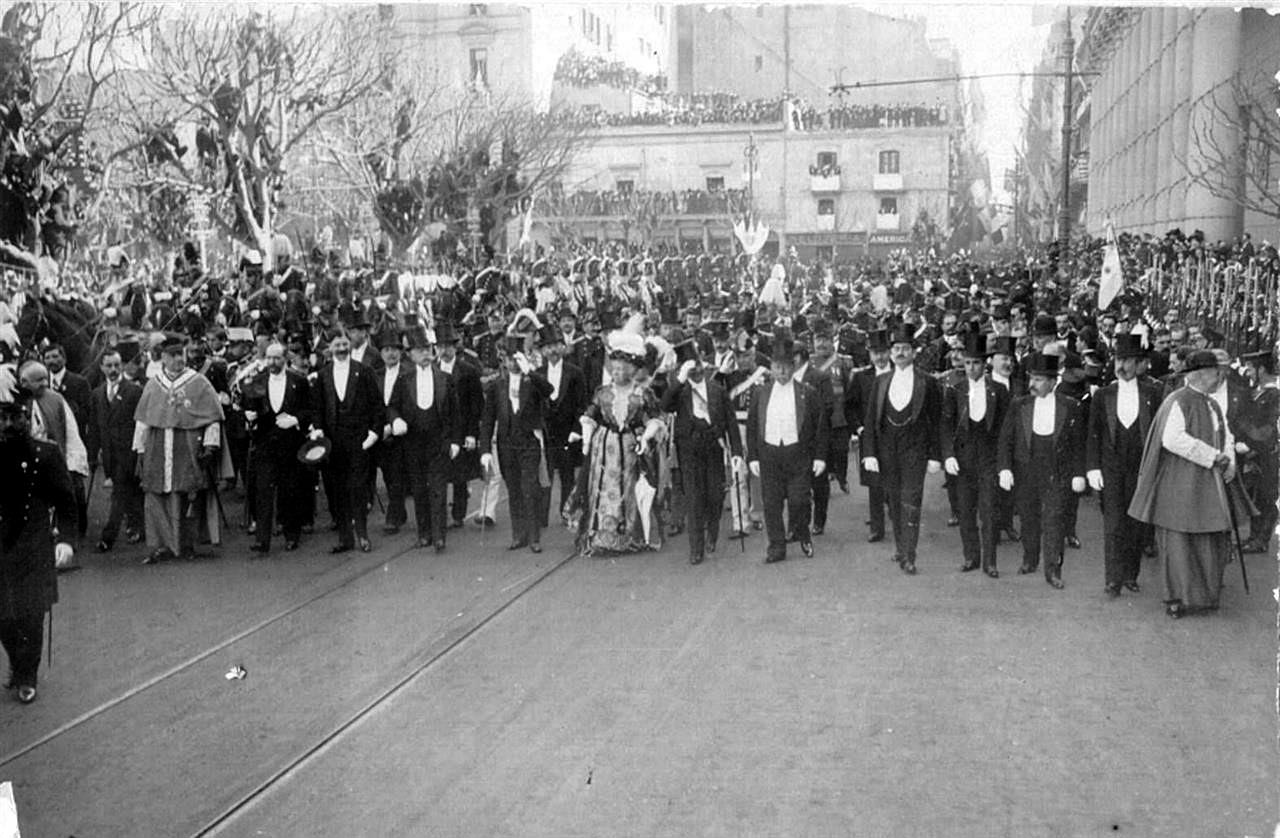
五月革命百年庆典。1910年5月25日的赞美颂，阿根廷总统何塞·菲格罗亚·阿尔科塔和瑪麗亞·伊莎貝爾位于队伍前列。

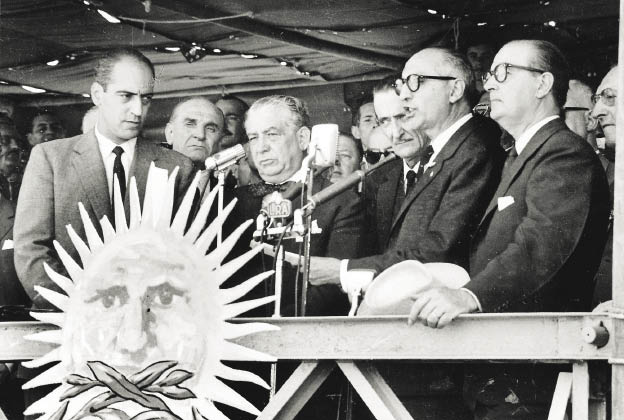
1960年，阿图罗·弗朗迪西总统与乌拉圭国民政府委员会主席爱德华多·维克多·海多一同参与五月革命一百五十周年纪念活动。

阿根廷百年庆典期间，多国大使和特别代表团来到阿根廷参见活动，这些人受到何塞·菲格罗亚·阿尔科塔总统的接见。最令人期待的是西班牙国王阿方索十三世的姑姑瑪麗亞·伊莎貝爾的访问。智利总统佩德罗·蒙特、秘鲁副总统欧金尼奥·拉拉布尔等国家领导人也到场。乌拉圭、美国、法国、意大利、德国、荷兰和日本的代表都在参加各种阅兵式的国家名单中。
令人印象深刻是在哥伦布剧院中意大利男中音蒂塔·鲁弗表演的弄臣。五月革命百年庆典的庆祝活动不仅在国家层面，当时的知识分子和作家也来到阿根廷，如拉蒙·德尔巴列-因克兰、哈辛托·贝纳文特、比森特·布拉斯科·伊巴涅斯、乔治·克列孟梭、让·饶勒斯和阿纳托尔·法朗士。

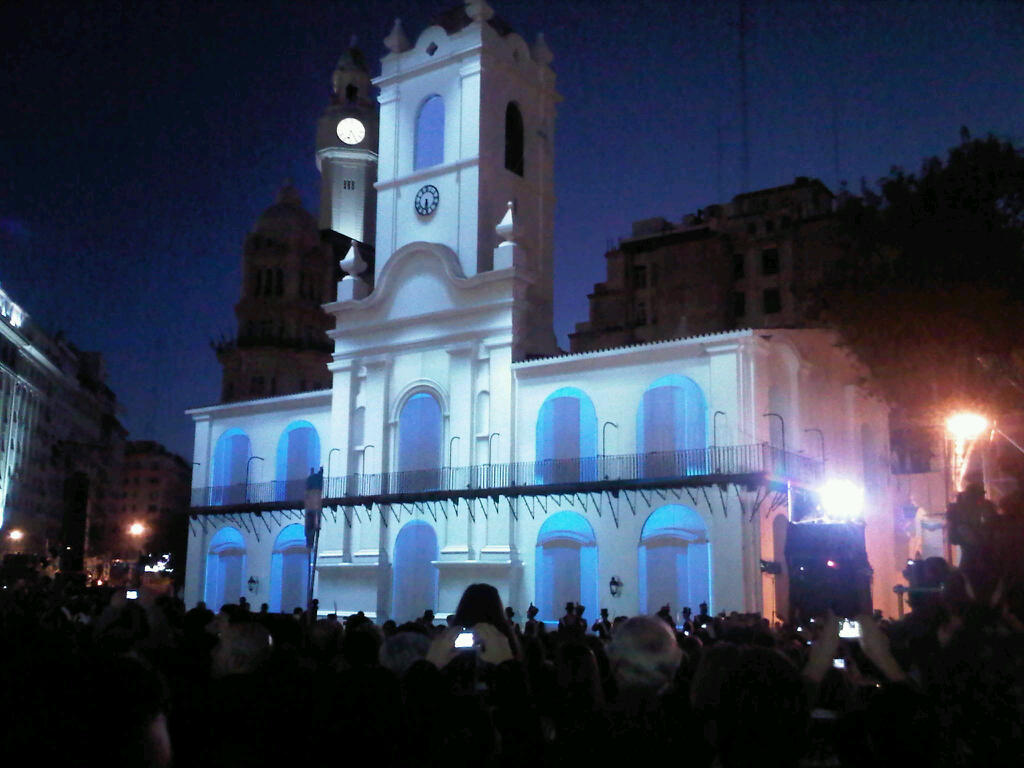
五月革命二百周年纪念

2010年举行了五月革命二百周年纪念。
通常情况下，五月革命以卡尔比多的形象来代表。其他变体有五月大道和五月广场，后者的五月金字塔在革命同年竖立，并在1856年重建称现在的模样。
5月25日（25 de mayo）是阿根廷许多地区、公共场所的名称。如圣胡安省五月二十五日县、米西奥内斯省五月二十五日县、布宜诺斯艾利斯省五月二十五市，罗萨里奥五月二十五广场、五月二十五岛（国际上称为乔治王岛）等。同时在25分比索的硬币上以卡尔比多来代表五月革命。而5分硬币上有一个五月太陽。

### 流行文化中的五月革命
五月革命的性质促使它经常出现在阿根廷儿童杂志中，例如Billiken，和小学的手册中。由于其暴力或政治内容，这些出版物通常会省略历史事件的某些方面。相反，革命被视为没有暴力的事件，会不可避免会以这样或那样的方式发生，而重点放在民俗方面。当然各种革命角色的人物原型也会被展示出来，如运水工、5月25日在广场上分发empanada的马萨莫雷拉等。
这些事件被翻拍成电影《五月革命》，这是阿根廷最早的无声电影之一，由马里奥·加洛于1909年拍摄并在1910年首映。这是第一部由专业演员制作的阿根廷电影。
5月25日以及7月9日的庆祝活动中，人们通常准备或食用locro。

## 注解
1. ↑  Este prestigio fue utilizado como argumento por el patriota Juan José Paso para justificar en el cabildo abierto que Buenos Aires tomara la iniciativa de reemplazar al virrey sin consultar previamente a las otras ciudades.
2. ↑  El orden en que se mencionan los miembros de la Junta es el orden en que prestaron juramento, y que suele ser interpretado como reflejo de una relación de poder, o de la importancia relativa de los sectores involucrados en el desarrollo de la Revolución.

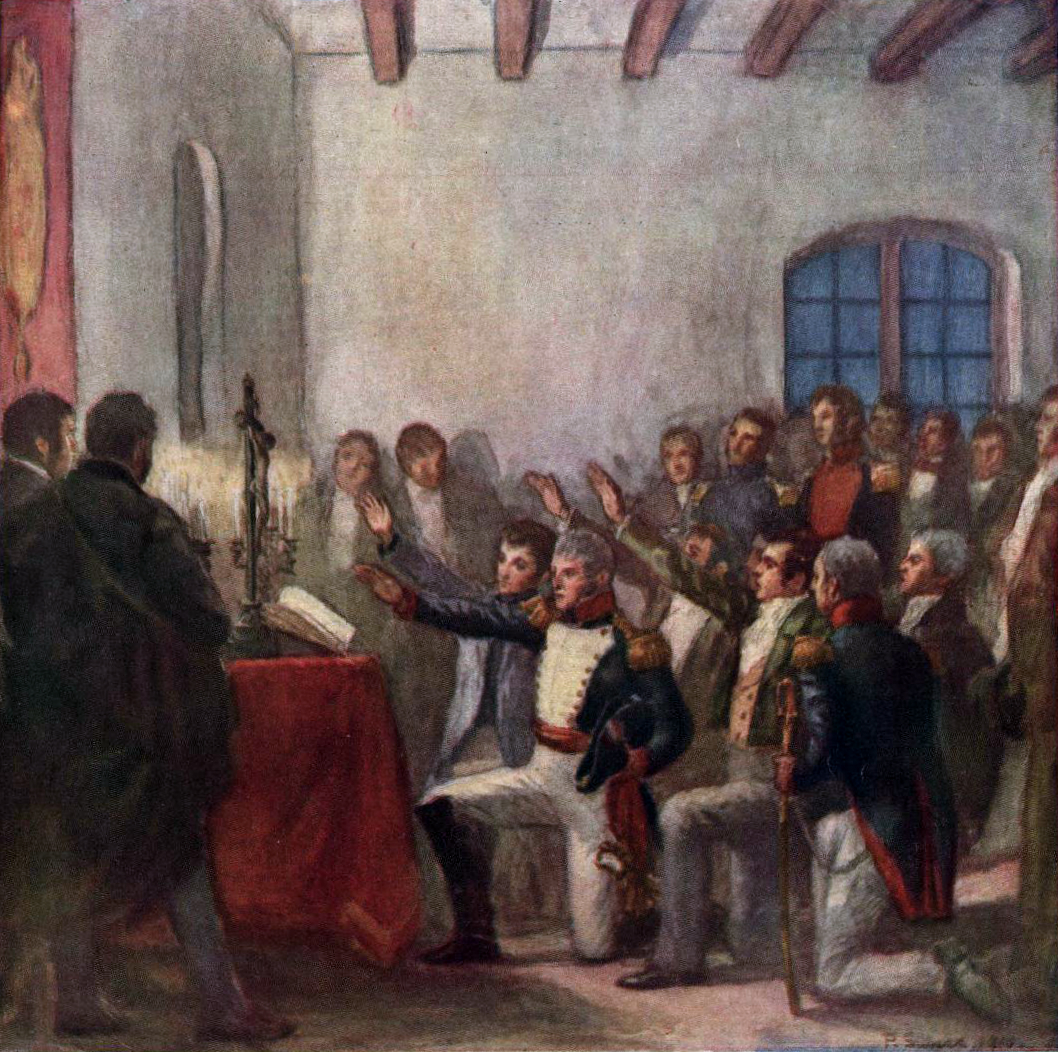
第一委员会宣誓仪式

3. ↑  全称Junta Provisional Gubernativa de la capital del Río de la Plata（拉普拉塔河首府临时管理委员会）